# Esko Almgren
Esko Kalevi Almgren, född 2 juli 1932 i Kotka, är en finländsk politiker. Han var ordförande för Finlands kristliga förbund 1982–1989. Han var ledamot av Finlands riksdag 1979–1991 samt elektor i 1978 och 1988 års presidentval. Almgren är medlem i Frikyrkan i Finland och har varit styrelseledamot i sitt kyrkosamfund 1967–1975 och 1994–1997.

## Utmärkelser
- Riddartecknet av I klass av Finlands Vita Ros’ orden[1]

[Redigera Wikidata]